# Tvrdo navarivanje
Tvrdo navarivanje (eng. hardfacing) je nanošenja tvrdog materijala otpornog na trošenje (habanje) postupkom zavarivanja. Procjenjuje se da od ukupnog neželjenog trošenja (habanja) materijala u proizvodnim procesima, na abraziju otpada 40%, udarno trošenje 25%, trošenje metal na metal 10%, koroziju 5%, visokotemperaturno trošenje 5% i ostale vidove trošenja oko 5%. Materijali koji se najčešće tvrdo navaruju su ugljični čelici i nisko legirani čelici s niskim sadržajem ugljika.
Navarivanje je postupak nanošenja dodatnog materijala zavarivanjem na površinu radnog predmeta radi postizanja željenih svojstava, mjera i oblika. Navarivanje se obično provodi u vodoravnom položaju, rjeđi su slučajevi nekih drugih položaja. Zbog velikih količina topline, plinova izgaranja te rasprskavanja, potrebno je predvidjeti odgovarajuće mjere zaštite na radu. Gotovo svi klasični postupci zavarivanja mogu biti primijenjeni u svrhu navarivanja.
Najčešće korišteni postupci za tvrdo navarivanje su:
- plinsko zavarivanje: za navarivanje tvrdih metala i karbida (volframov karbid);
- ručno elektrolučno zavarivanje (REL): za navarivanje manjih površina, npr. zupčanika ili tvrdih slojeva na zubima utovarivača, čeljustima drobilica i slično;
- zavarivanje MIG postupkom: za navarivanje rotacionih dijelova npr. osovina. Povećana učinkovitost se postiže uz primjenu praškom punjenih žica;
- zavarivanje pod praškom: za navarivanje većih ploha. Učinkovitost se povećava korištenjem trake kao elektrode;
- zavarivanje TIG postupkom uz dodavanje dodatnog materijala u obliku žice u električni luk tijekom zavarivanja. Ovaj se postupak koristi za manje popravke, npr. kod navarivanja zupčanika.

Najčešće korišteni materijali za tvrdo navarivanje (dodatni materijal) su:
- dodatni materijali na osnovi volframovog karbida vrhunske otpornosti na trošenje,
- dodatni materijali za navarivanje slojeva otpornih na snažne udarce i slabu abraziju,
- dodatni materijali za navarivanje slojeva otpornih na abraziju, eroziju i slabe udare,
- dodatni materijali za navarivanje alatnih čelika,
- dodatni materijali za navarivanje na osnovi kobalta,
- dodatni materijali za navarivanje na osnovi nikla,
- dodatni materijali za navarivanje sivog lijeva.